# آرتاباز دوم

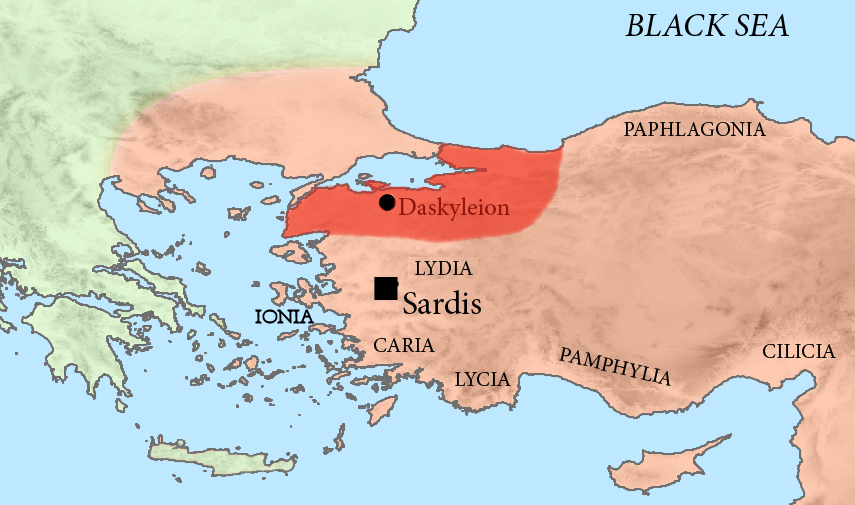
آرتاباز دوم ساتراپ فریگیه هلسپونت، پایتخت خود داسکیلیون حکومت می‌کرد.

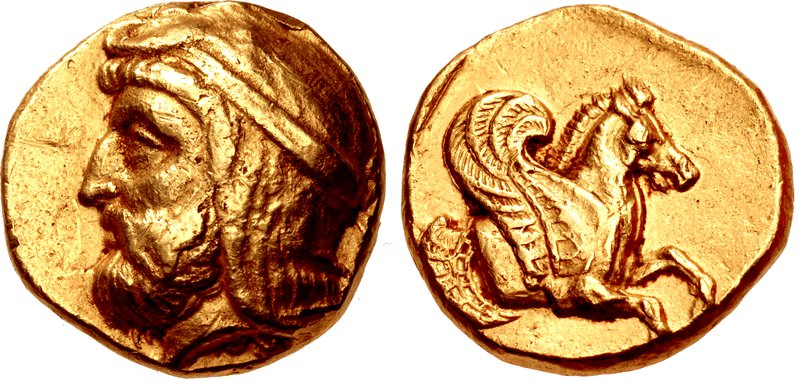
سکه آرتاباز دوم. ساتراپ فریگیه هلسپونت، لامپساکوس، میسیا، حدود ۳۵۶ پ. م

آرتاباز دوم (به یونانی: Αρτάβαζος) (۳۸۹–۳۲۸ پ. م) یک فرمانده و اشراف‌زاده پارسی و ساتراپ فریگیه هلسپونت بود. او پسر فارناباز دوم ساتراپ ایرانی فریگیه هلسپونت و خویشاوند (به گمان زیاد برادر کوچکتر) آریوبرزن فریگیه و از دودمان فارناکیان بود که در سال ۳۶۴ پیش از میلاد بر ضد اردشیر دوم شورش کرد. همسر اول او زنی گمنام و یونانی از جزیره رودس، که خواهر دو مزدور منتور و ممنون رودسی بود. وی در اواخر عمر، به عنوان ساتراپ باکتریا به اسکندر مقدونی خدمت کرد.

## نام
آرتاباز شکل لاتین نام ایرانی باستان Ṛtavazdah-، برابر با واژه اوستایی Ašavazdah است، که احتمالا به معنای "نیرومندی/استقامت در راه حقیقت" است. این نام  در زبان یونانی به اشکال Artaouásdēs، Artabázēs، Artábazos، و Artáozos وارد شده است.

## شورش داتامش
در سال ۳۶۲ پیش از میلاد، آرتاباز توسط اردشیر دوم در کنار وادفرداد ساتراپ لیدی، برای سرکوب و دستگیری داتامش، ساتراپ کاپادوکیه، که به شورش ساتراپی‌ها که برادر بزرگتر (یا عمو) آرتاباز، آریوبرزن در آن شرکت داشت فرستاده شد. با این حال، وادفرداد و آرتاباز توسط داتامش شکست خورد. با وجود شکست فرماندهان فرستاده شده دولت مرکزی در سرکوب ساتراپ‌های شورشی، سرانجام اردشیر دوم پیروز شد و آریوبرزن به صلیب کشیده شد و داتامش نیز ترور شد.

## شورش علیه اردشیر سوم
به دنبال دستگیری و مرگ برادرش، آرتاباز ساتراپ فریگیه هلسپونت شد، اما در سال ۳۵۶ پیش از میلاد از فرمانبرداری از پادشاه جدید هخامنشی، اردشیر سوم سرپیچی ورزید. اردشیر که احساس می‌کرد ارتش‌های ساتراپی‌های آسیای کوچک دیگر نمی‌توانند صلح را در غرب تضمین کنند و نگران بود که این ارتش‌ها توسط ساتراپ‌های غربی به وسیله‌ای برای شورش تبدیل شوند، فرمان انحلال همه آنها را داد. این دستور توسط آرتاباز دوم نادیده گرفته شد و او در شورش علیه شاهنشاه از آتن کمک خواست. سپس آرتاباز دوم درگیر شورشی علیه شاهنشاه و سایر ساتراپ‌هایی شد که اقتدار اردشیر سوم را تأیید می‌کردند.
در ابتدا آرتاباز دوم توسط چارس، یک فرمانده آتنی و مزدورانش مورد پشتیبانی قرار گرفت، که بسیار سخاوتمندانه به آنها پاداش داد. تصور می‌شود که سکه طلای آرتاباز دوم مخصوصاً برای پاداش دادن به نیروهای چارس ضرب شده باشد. ساتراپ میسیا، اروند یکم نیز در کنار او بود. بعداً، دولت‌شهر تبس نیز آرتاباز را مورد حمایت قرار داد، و پنج‌هزار نفر را تحت فرمان پامنس به کمک وی فرستاد. با کمک این متحدان و هم‌پیمانان دیگر، آرتاباز دوم توانست در دو نبرد بزرگ، پادشاه هخامنشی را شکست دهد.
با این حال، بعدها اردشیر سوم توانست با رشوه دادن، آرتاباز دوم را از متحدان آتن و بویوتیا خود محروم کند، پس از آن آرتاباز دوم توسط فرمانده شاهنشاه وادفرداد شکست خورد و به اسارت درآمد. منتور و ممنون رودسی، دو برادرزن آرتاباز دوم، که از او حمایت کرده بودند، همچنان‌که به کمک Charidemus رهبر مزدور آتنی کمک می‌شد، همچنان شورش را ادامه دادند. آنها با هم توانستند آرتاباز را آزاد کنند.

### تبعید در مقدونیه در دربار فیلیپ دوم (۳۵۲–۳۴۲ پیش از میلاد)
پس از این، به نظر می‌رسد که آرتاباز یا به عملیات شورش خود ادامه داده یا حداقل یک شورش تازه را آغاز کرده است. با این حال، سرانجام، او چاره‌ای جز فرار با ممنون و خانواده‌اش نداشت. آنها به همراه یازده پسر و ده دختر خود به تبعید رفتند و به دربار فیلیپ دوم مقدونی در پلا پناه بردند. آرتاباز که ۳۷ ساله بود و خانواده‌اش حدود ۱۰ سال از سال ۳۵۲ تا ۳۴۲ پ. م در دربار فیلیپ دوم تبعید بودند و در آن زمان آرتاباز دوم با اسکندر بزرگ آینده آشنا شد. بارسینه، دختر آرتاباز دوم و همسر آینده اسکندر در دربار مقدونیه بزرگ شد.

## بازگشت به ایران
در زمان غیبت آرتاباز دوم، منتور رودس، برادر همسرش، در جنگ علیه نکتانبو دوم فرعون مصر شرکت کرد. پس از خاتمه این جنگ، در تابستان ۳۴۲ پیش از میلاد، اردشیر فرمان منتور را علیه ساتراپ‌های شورشی غرب آسیا صادر کرد. منتور از این فرصت استفاده کرد و از شاه خواست که به آرتاباز دوم و ممنون را عفو کند. پادشاه موافقت کرد و هم مردان و هم خانواده‌های آنها توانستند به ایران برگردند.
در دوران پادشاه بعدی یعنی داریوش سوم هخامنشی، آرتاباز دوم خود را با وفاداری و تعهد نسبت به پادشاه جدید پارسی متمایز کرد. وی در سال ۳۳۱ پیش از میلاد در نبرد گوگمل شرکت کرد و پس از آن داریوش را در گریز از ارتش‌های مقدونی اسکندر مقدونی همراهی کرد.

### ساتراپ باکتریا در دوران یونانی
پس از شکست نهایی و مرگ داریوش سوم در ۳۳۰ پیش از میلاد، اسکندر مقدونی آرتاباز دوم را برای وفاداری خود به پادشاه هخامنشی با اعطای ساتراپی باکتریا به رسمیت شناخت و به او پاداش داد، پستی که تا آن زمان مرگ وی در سال ۳۲۸ پیش از میلاد عهده‌دار آن بود.

## دودمان فارناکیان
حکمرانان دودمان فارناکیان و زمان خدمتشان به ترتیب عبارتند از:
- فارناک یکم (۵۵۰–۴۹۷ پیش از میلاد)
- آرتاباز یکم (۴۸۰–۴۵۵ پ. م)
- فارناباز یکم (۴۵۵–۴۳۰ پ. م)
- فارناک دوم (۴۳۰–۴۲۲ پ. م)
- فارناباز دوم (۴۲۲–۳۸۷ پ. م)
- آریوبرزن (۴۰۷–۳۶۲ پ. م)
- آرتاباز دوم (۳۸۹–۳۲۹ پ. م)
- فارناباز سوم (۳۷۰–۳۲۰ پ. م)
- آرسیتس (- پ. م) آخرین ساتراپ ایرانی فریگیه هلسپونت

## خانواده
دختر آرتاباز دوم بارسینه، ممکن است با اسکندر ازدواج کرده باشد و ممکن است مادر هراکلس باشد. دختر دیگرش، آرتاکاما، با بطلمیوس یکم سوتر ازدواج کرد و دختر سوم، آرتونیس، با ائومنس ازدواج کرد.
طبق نظری بارسینه، دختر آرتابازوس، که اولین بانویی بود که اسکندر در آسیا به بستر خود برد و پسری به نام هراکلس برای او آورد، دو خواهر داشت. یکی از آنها، به نام آپاما، به بطلمیوس داد. و دیگری، به نام آرتونیس، او را به اومنس داد، در زمانی که وی خانم‌های ایرانی را به عنوان همسران دوستانش انتخاب می‌کرد. — پلوتارک، «زندگی اومنس»
در سال ۳۲۸ پیش از میلاد، آرتاباز دوم از ساتراپی خود که به کلیتوس سیاه اعطا شد استعفا داد.
آرتاباز دوم همچنین پسری به نام فارناباز سوم داشت. (۳۷۰–۳۲۰ پ. م)

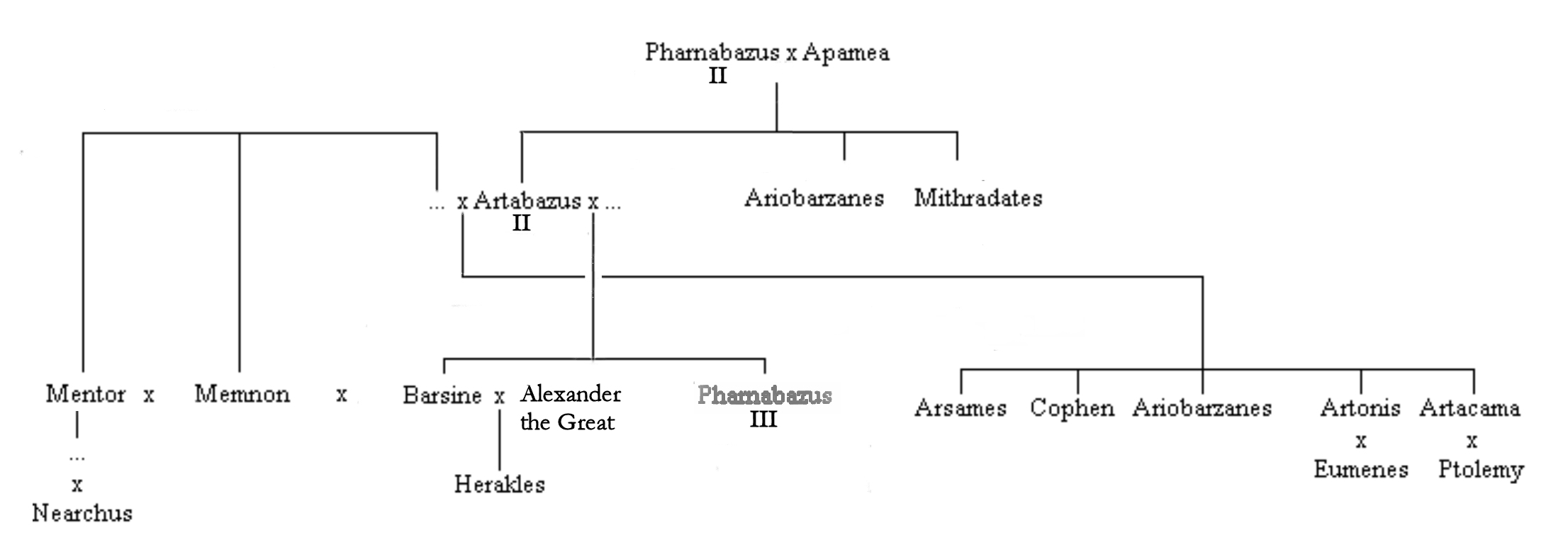
شجره‌نامه دودمان فارناکیان